# M-1 Global
M-1 Global è un'organizzazione russa di arti marziali miste.
La sede principale è a San Pietroburgo, mentre altri uffici sono dislocati ad Amsterdam, New York, Washington e Los Angeles; vanta affiliate presso Kuala Lumpur, Seul, Tokyo e Parigi.
Fondata nel 1997, M-1 Global è una delle organizzazioni di MMA più vecchie d'Europa; con un mercato attivo soprattutto negli stati post-sovietici, la promozione di Vadim Finkelstein ha conosciuto una rapida espansione extracontinentale ed un incremento di marketing nel 2008, e grazie a nuovi progetti come M-1 Selection e le delocalizzate M-1 Ukraine ed M-1 Belarus nell'arco dell'anno 2010 registrò un totale di 38 eventi in 8 differenti nazioni.
Nel 2011 l'evento M-1 Global: Fedor vs. Monson organizzato presso lo stadio olimpico di Mosca registrò un totale di circa 22.000 spettatori e 7,5 milioni di telespettatori.
Hanno collaborato con M-1 Global la leggenda delle MMA Fedor Emelianenko, del quale Vadim Finkelstein ne è il manager, e l'ex campione Strikeforce e Dream Gegard Mousasi, legato all'organizzazione russa fino al 2010.
M-1 Global già dal suo primo evento M-1 MFC: World Championship 1997 organizzò incontri di MMA femminili.

## Storia
Il progetto di Vadim Finkelstein nasce nel 1997 come M-1 Mix-Fight Championship, spesso abbreviato in M-1 MFC, dove M-1 sta per Mixfight-1: il primo evento M-1 MFC: World Championship 1997 venne organizzato il 1º novembre 1997 a San Pietroburgo, città della sede della promozione, dinanzi a circa 4.000 spettatori; l'evento presentò incontri sia tra maschi che tra femmine, e fu caratterizzato da vari tornei a quattro uomini.
Negli anni successivi proseguì organizzando non più di 3 eventi all'anno, sempre a San Pietroburgo e sempre caratterizzati da tornei ad eliminazione diretta.
Il primo evento lontano dalla città nord-occidentale fu M-1 MFC: CIS Cup 2000 Final del settembre 2000, il quale venne organizzato a Soči, mentre il primo evento che fu caratterizzato dall'assenza di tornei fu M-1 MFC: Russia vs. the World 1 dell'aprile 2001.
Nel 2003 vi fu il primo evento tenutosi nella capitale Mosca, e l'anno a seguire l'M-1 organizzò ben 7 eventi.
Essendo Vadim Finkelstein il manager del fuoriclasse dello sport Fedor Emelianenko, al tempo il peso massimo più forte del mondo, riuscì ad ottenere la possibilità di co-promuovere eventi di altre organizzazioni che volevano le prestazioni del campione russo: il 31 dicembre 2007 in collaborazione con l'esecutivo di Pride e DEEP organizzò l'evento Yarennoka! durante il quale Fedor Emelianenko sfidò Choi Hong-Man, e dal 2008 in poi la M-1 collaborò con alcune tra le più importanti promozioni statunitensi quali Affliction e Strikeforce, facendo combattere Emelianenko anche in tali organizzazioni grazie ad un contratto firmato con la Explosion Entertainment.
L'evento M-1: Slamm del marzo 2008 fu il primo evento M-1 organizzato all'estero, in quanto venne ospitato ad Almere nei Paesi Bassi: fu l'anno dell'espansione geografica della promozione che in otto mesi organizzò altrettanti eventi ognuno in un differente paese, uscendo anche dal continente europeo quando si presentò in Giappone, Corea del Sud e Stati Uniti.
Il 2008 fu anche l'anno dell'avvio del progetto M-1 Challenge, una serie di eventi durante i quali si sfidano atleti raggruppati in squadre rappresentanti differenti zone geografiche.
Il primo evento recante il brand M-1 Global fu M-1 Global: Breakthrough del 28 agosto 2009, organizzato a Kansas City, Missouri, Stati Uniti; quell'anno la promozione di Finkelstein incrementò notevolmente il numero di eventi organizzati e nel 2010, grazie soprattutto all'avvio del progetto M-1 Selection che puntava a promuovere i talenti locali provenienti da Europa, Asia e Stati Uniti, l'azienda riuscì nell'arco di un anno ad organizzare ben 38 eventi.
In quegli anni M-1 Global mise in gioco per la prima volta le cinture di campione per le varie categorie di peso: nel 2010 Guram Gugenishvili divenne il primo campione dei pesi massimi M-1 Global, Vyacheslav Vasilevsky il primo campione dei pesi mediomassimi, Rafał Moks nei pesi medi, Shamil Zavurov nei pesi welter e Artiom Damkovsky nei pesi leggeri e solamente nel 2012 venne premiato il primo campione dei pesi piuma, ovvero Marat Gafurov.
L'M-1 Global avviò anche alcune organizzazioni satellite prettamente localizzate come M-1 Ukraine in Ucraina nel 2009 e M-1 Belarus in Bielorussia nel 2010.
L'evento M-1 Global: Fedor vs. Monson organizzato il 20 novembre 2011 allo stadio olimpico di Mosca registrò un totale di circa 22.000 spettatori e 7,5 milioni di spettatori TV.
L'M-1 Global, che fino a quel momento per i suoi eventi aveva utilizzato o il ring da pugilato o la gabbia, a partire dall'evento M-1 Challenge 38: Spring Battle dell'aprile 2013 iniziò ad utilizzare il caratteristico Rage, ovvero una struttura ibrida con elementi sia del ring che della gabbia a forma esagonale.
Nel 2014 l'evento M-1 Challenge 49: Battle in the mountains 3 tenutosi in Inguscezia registrò un totale di 23.255 spettatori.
Lo stesso anno avviarono il progetto MixFighter, ovvero un reality show sulla falsariga di The Ultimate Fighter dell'UFC: la prima stagione vide i pesi massimi Alexei Kudin e Kenny Garner nei panni di allenatori.
Verso la fine dell'anno tennero il primo evento su suolo cinese e convertirono la piattaforma di streaming live in un pay per view.

### Collaborazioni
La M-1 Global di Vadim Finkelstein ha più volte organizzato eventi in collaborazione con altre promozioni di rilievo principalmente per fornire nuove sfide a Fedor Emelianenko, fuoriclasse del quale Finkelstein ne è il manager.
In altre occasioni M-1 Global ha collaborato con organizzazioni di altri paesi per l'espansione del proprio progetto M-1 Challenge.
- bodogFight (2007)
- Pride (2007)
- DEEP (2007)
- Shooto (2008)
- Cage Warriors (2008)
- Affliction (dal 2008 al 2009)
- Strikeforce (dal 2009 al 2011)
- ACB (dal 2014)

### Paesi ospitanti
Nata nel 1997 a San Pietroburgo, la M-1 Global non si allontanò dalla città del Distretto Federale Nordoccidentale fino al 2000, quando organizzò un evento a Soči.
I primi eventi all'estero vennero organizzati solamente nel 2008, a partire da M-1: Slamm tenutosi ad Almere nei Paesi Bassi il 2 marzo.
Dal 2009 vennero creati dei brand minori della promozione per la localizzazione in determinate nazioni, come M-1 Ukraine per l'Ucraina (2009) e M-1 Belarus per la Bielorussia (2010).
Nel marzo del 2010 la M-1 Global in tutta la sua esistenza aveva già toccato ben 13 differenti nazioni, mentre l'UFC fino a quel momento aveva organizzato eventi in 9 paesi.
I paesi che finora hanno ospitato eventi M-1 sono:
- Russia
- Paesi Bassi (dal 2008)
- Spagna (dal 2008)
- Giappone (dal 2008)
- Corea del Sud (dal 2008)
- Regno Unito (dal 2008)
- Stati Uniti (dal 2008)
- Germania (dal 2008)
- Finlandia (dal 2008)
- Bulgaria (dal 2009)
- Brasile (dal 2009)
- Ucraina (dal 2009)
- Bielorussia (dal 2010)
- Kazakistan (dal 2014)
- Cina (dal 2014)
- Georgia (dal 2015)

### Squadre M-1 Challenge
Dal 2008 M-1 avviò il progetto M-1 Challenge, che nei primi due anni si sviluppò come un campionato a squadre per lo più in rappresentanza di nazioni.
Qui di seguito sono elencati i team che hanno partecipato alle varie edizioni del campionato, con segnata in grassetto la squadra vincitrice della stagione:
2008
- Team Red Devil
- Team Holland
- Team World
- Team France
- Team Finland
- Team South Korea
- Team Japan
- Team Russia Legion
- Team USA
- Team Spain

2009
- Team Russia Legion
- Team USA East
- Team England
- Team USA West
- Team France
- Team Spain
- Team Japan
- Team Brazil
- Team South Korea
- Team Finland
- Team Benelux
- Team Bulgaria
- Team Imperial of Russia
- Team World
- Team Germany
- Team Turkey

## Regole
Dalla sua nascita e per gli eventi su suolo non statunitense, dove sono obbligatorie le regole unificate della commissione atletica del Nevada, la M-1 ha utilizzato prevalentemente il regolamento che era in vigore nella prestigiosa promozione giapponese Pride e affermò di voler continuare ad utilizzarlo anche dopo il 2007, anno del fallimento del colosso delle MMA nipponiche.
Nonostante ciò dagli anni 2010 l'M-1 Global ha modificato il proprio regolamento rendendolo quasi del tutto identico alle regole unificate del Nevada, ma mantenendo il divieto sull'utilizzo delle gomitate dirette alla testa dell'avversario, l'uso dei cartellini gialli ed altre regole minori.
La promozione ha utilizzato prevalentemente un ring da pugilato per i propri incontri e saltuariamente anche la gabbia.
Dall'aprile 2013 con l'evento M-1 Challenge 38: Spring Battle fece il suo esordio un prototipo denominato Rage (Рэйдж - Reydzh in lingua russa), che poi divenne quello standard per gli eventi M-1 Global: trattasi di un ring esagonale dove i lati sono formati da un mix della rete della gabbia, la quale copre la parte bassa del ring per impedire agli atleti di uscire nelle fasi di lotta a terra con l'arbitro altrimenti costretto ad interrompere il combattimento, e dalle corde del ring da boxe nella parte alta, elemento flessibile che garantisce all'atleta messo di spalle alle corde un'ulteriore possibilità per crearsi dello spazio ed evitare gli attacchi dell'avversario; il nome Rage è proprio una parola macedonia nata dall'incrocio dei termini di lingua inglese ring e cage (gabbia).

### Classi di peso
- Pesi Gallo: fino ai 61 kg
- Pesi Piuma: fino ai 65 kg
- Pesi Leggeri: fino ai 70 kg
- Pesi Welter: fino ai 77 kg
- Pesi Medi: fino agli 84 kg
- Pesi Mediomassimi: fino ai 93 kg
- Pesi Massimi: oltre i 93 kg

Vengono saltuariamente inclusi nelle card incontri di MMA femminili, ma non è chiaro quali siano le divisioni di peso costantemente utilizzate per le lottatrici.

## Campioni attuali

### Detentori delle cinture
| Divisione         | Limite superiore di peso (in chili) | Campione              | Dal              | Difese |
| ----------------- | ----------------------------------- | --------------------- | ---------------- | ------ |
| Pesi Massimi      | -                                   | Marcin Tybura         | 15 agosto 2014   | 1      |
| Pesi Mediomassimi | 93                                  | Stephan Pütz          | 14 marzo 2014    | 2      |
| Pesi Medi         | 84                                  | Vyacheslav Vasilevsky | 7 settembre 2014 | 0      |
| Pesi Welter       | 77                                  | vacante               | 13 dicembre 2013 | -      |
| Pesi Leggeri      | 70                                  | Maxim Divnich         | 17 dicembre 2014 | 0      |
| Pesi Piuma        | 65                                  | Ivan Buchinger        | 17 ottobre 2014  | 0      |

### Finalisti dei tornei
| Anno/Torneo                           | Classe di peso                           | Vincitore                                                 | Finalista                                                       |
| ------------------------------------- | ---------------------------------------- | --------------------------------------------------------- | --------------------------------------------------------------- |
| 1997 Campionato Mondiale              | Openweight                               | Bob Schrijber Gilbert Yvel Sergei Bytchkov                | Ruslan Kerselyan Oleg Tsygolnik Ronny Rivano                    |
| 1998 Campionato Mondiale              | Openweight                               | Alexei Sitnikov                                           | Denis Deryabkin                                                 |
| 1998 Campionato Europeo               | Openweight                               | Danielius Razmus Denis Deryabkin Sergei Bytchkov          | Piet van Gammeren Vidal Serradilla Sergei Zavadsky              |
| 1999 Campionato Mondiale              | Openweight Pesi Massimi Pesi Medi        | Marco Holkamp Martin Malkhasyan Andrei Semenov            | Sergei Zavadsky Alexei Sitnikov Darrel Gholar                   |
| 1999 Russia Open                      | Pesi Massimi Pesi Medi                   | Vadim Kuvatov Andrei Semenov                              | Viacheslav Datsik Sergei Zavadsky                               |
| 2000 Campionato Europeo               | Pesi Massimi Pesi Mediomassimi Pesi Medi | Andrei Arlovski Stanislav Nuschik Andrei Semenov          | Roman Zentsov Darrel Gholar Ilya Kudryashov                     |
| 2000 Campionato Mondiale              | Openweight Pesi Medi                     | Martin Malkhasyan Pedro Otávio Amar Suloev Andrei Semenov | Sergey Kaznovsky Colin Sexton Vagam Bodjukyan Nikolai Onikienko |
| 2003 Russia vs. the World 5           | Pesi Leggeri                             | Sergey Golyaev                                            | Magomed Khimelov                                                |
| 2003 Northwest Open Mix-Fight         | Pesi Massimi Pesi Leggeri                | Denis Komkin Seifullakh Agabaev                           | Arut Mesokyan Magomed Khimelov                                  |
| 2004 Middleweight Grand Prix          | Pesi Medi                                | Alexey Oleinik                                            | Azred Telkusheev                                                |
| 2004 Middleweight Grand Prix 2        | Pesi Medi                                | Andrei Semenov                                            | Flávio Luiz Moura                                               |
| 2004 Heavyweight Grand Prix           | Pesi Massimi                             | Ramazan Akhadullaev                                       | Baga Agaev                                                      |
| 2004 Heavyweight Grand Prix 2         | Pesi Massimi                             | Ibragim Magomedov                                         | Martin Malkhasyan                                               |
| 2005 Lightweight Cup                  | Pesi Leggeri                             | Vladimir Zenin                                            | Amir Shankhalov                                                 |
| 2013 Lightweight Grand Prix (Amatori) | Pesi Leggeri                             | Sergei Andreev                                            | Maxim Pugachev                                                  |
| 2014 Heavyweight Grand Prix           | Pesi Massimi                             | Marcin Tybura                                             | Konstantin Gluhov                                               |

### Finalisti M-1 Challenge
| Anno | Vincitore | Finalista                                                                                        |
| ---- | --- | ------------------------------------------------------------------------------------------------ |
| 2008 | Team Red Devil Alexey Oleinik · Mikhail Zayats · Dmitry Samoilov · Erik Oganov · Mikhail Malyutin              | Team Holland Jessie Gibbs · David Haagsma · Jason Jones · Romano de los Reyes · Bogdan Christea  |
| 2009 | Team Russia Legion Gadzhimurad Omarov · Besiki Gerenava · Ansar Chalangov · Magomed Shikhshabekov · Yura Ivlev | Team USA East Lloyd Marshbanks · Chuck Grigsby · Danilo Pereira · Gerson dos Santos · Ivan Jorge |

## Lottatori di rilievo
- Andrei Arlovski
- Alistair Overeem
- Alessio Sakara
- Melvin Manhoef
- Yushin Okami
- Martin Kampmann
- Keith Jardine
- Gegard Mousasi
- Alexander Shlemenko
- Jake Ellenberger
- Stefan Struve
- Matteo Minonzio
- Ben Rothwell
- Sergei Kharitonov
- Joaquim Ferreira

- Muhammed Lawal
- Mark Kerr
- Khabib Nurmagomedov
- Serghei Popa
- Zach Makovsky
- Fedor Emelianenko
- Jeff Monson
- Pedro Rizzo
- Michele Verginelli
- Satoshi Ishii
- Filip Kotarlić
- Dennis Bermudez
- Shavkat Rakhmonov